# استحاضه
در اسلام استحاضه (عربی: اِسْتِحَاضَةٌ) نوعی خونریزی ناشی از اختلال در چرخه قاعدگی زن است که انجام برخی از مناسک مذهبی (عبادت) را برای او دشوار می‌کند.

## بازنمود
به زنی که آثار استحاضه در او ظاهر می‌کند، مُسْتَحاضه (عربی: مُسْتَحَاضَةٌ) گفته می‌شود. مُسْتَحاضه کسی است که از خون زیادتر از معمول در چرخه قاعدگی (موسوم به منوراژی) یا خونریزی خارج از چرخه قاعدگی طبیعی (به نام متروراژی) رنج می‌برد.
بنابراین زنی که بعد از تمام شدن عادت ماهانه خود، همچنان خونریزی واژینال دارد و به خونریزی اش قطع نمی‌شود، مُسْتَحاضه محسوب می‌شود.
بدین ترتیب، استحاضه را نوعی خونریزی واژینال می‌دانند که به دلایلی غیر از عادت ماهانه یا زایمان ایجاد می‌شود.
برای برخی از زنان این خونریزی هرگز متوقف نمی‌شود و در برخی دیگر بیش از یک دوره معمولی؛ عادت ماهانه ادامه می‌یابد، اما به‌طور موقت برای مدت کوتاهی متوقف می‌شود.

## عبادت
فقها گفته‌اند که استحاضه زن، نماز واجب را از او ساقط نمی‌کند، زیرا این زن پاک است و می‌تواند قرآن را بخواند و تلاوت کند، و چون حکم خون استحاضه با نجاست خون حیض فرق دارد، کافی است زن خود را از خونی که مازاد بر عادت ماهیانه اش است پاک کند تا قرآن را از حفظ یا از روی مصحف یا در هنگام نماز بخواند.
جواز علما بر خواندن قرآن بر این نکته استناد کرده که استحاضه یک باطل جزئی است که فقط مستلزم اعاده وضو است، بنابراین این شرط، نماز واجب را باطل نمی‌کند و مانعی برای خواندن نماز هم نیست، و همچنین مانعی برای قرائت قرآن و دست زدن به مصحف و ورود به نمازخانه مسجد یا طواف در اطراف کعبه حرام نیست.
اگر این خون، حکم همان خونریزی واژن یا خونریزی‌های ناشی از بیماری‌های زنان را داشته باشد، زن مبتلا باید تا حد امکان با استفاده از یک پارچه، پنبه و کتان جلوی خون را بگیرد و پس از مدتی که خونریزی متوقف شد، پیش از هر نماز در اوقات شرعی وضو بگیرد؛ به عنوان یک امر واجب (فریضه) نزد اکثر فقها و به عنوان مستحب مطابق نظر مالک بن انس.

## روزه
زن فقط در هنگام عادت ماهیانه و وقوع قاعدگی باید از روزه گرفتن خودداری کند و اگر خونریزی در او ادامه یابد و حیض قطع نشود، به این معناست که دچار خونریزی واژینال شده‌است.
اگر تعداد و زمان وقوع عادت ثابت و مشخص است، زن فقط تا پایان مدت عادت ماهیانه اش باید از روزه گرفتن خودداری می‌کند، سپس غسل کند، نماز بخواند و روزه بگیرد، اگر چه خونریزی ادامه یابد، زیرا این خون حیض بعدی، [احتمالا] ناشی از بیماری، جراحی، استرس یا زمین‌خوردن است، بنابراین از انجام عبادات منع نشده‌است و این زن همان حکم زنان مطهر را دارد.
بر این اساس حکم شرعی روزهٔ زن مُسْتَحاضه آن است که روزه‌اش صحیح است، خواه روزه او نافله باشد یا روزه واجب (فریضه)، و فقهای حنفی، شافعی و حنبلی همه بر این قول هستند.
چون روزه چنین زنی صحیح است، زن مُسْتَحاضه باید برای روزهای حیض خود، قضا را به جای آورد به شرطی که بتواند از روی زمان وقوع عادت ماهیانه‌اش یا با تشخیص صحیح ماهیت و رنگ و بوی خون عادی حیض از خون پاک استحاضه افتراق دهد.

## آمیزش جنسی
در اسلام، آمیزش جنسی مرد با زن مستحاضه هنگامی که خون در مهبل دارد، برای هر دو زوج مضر تشخیص داده شده‌است.
شرع به زنان اجازه داده‌است که در ایام طهارت آمیزش نافذ واژینال داشته باشند؛ منتها باید قبل از شروع دخول جنسی با شوهر، آثار خونی از واژن خود را بشوید.